# Thư

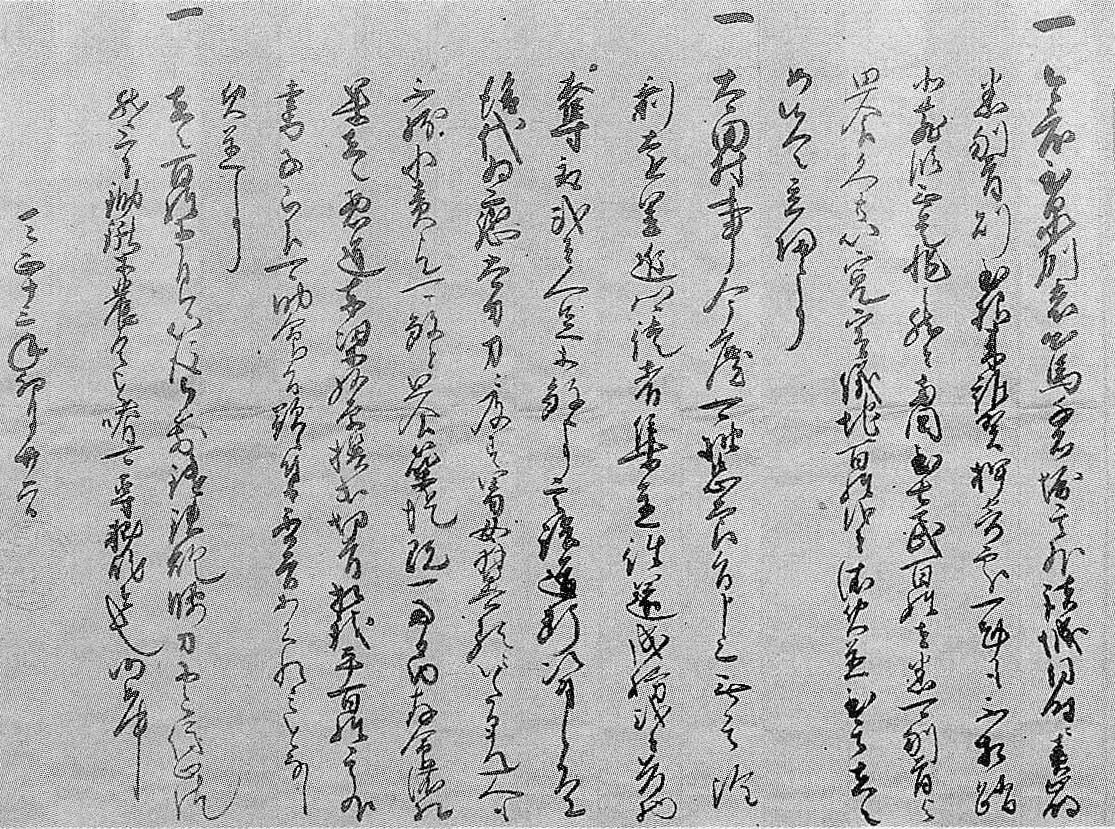
Một bức thư thời cổ

Thư, bức thư, lá thư hay thư từ, thành, thơ, lá thơ... là một hình thức trao đổi thông tin gián tiếp bằng chữ viết (có thể có thêm hình ảnh, ký tự hoặc vật dụng đính kèm) giữa người viết thư và người nhận thư (đọc, xem thư) thông qua trung gian là người đưa thư (người đưa thư có thể là người làm dịch vụ vận chuyển, bưu điện, thông qua các hình thức như chim bồ câu, chim ưng... hoặc nhờ người khác). Hình thức trao đổi thông tin cổ điển là bằng văn bản giấy được bỏ trong bao thư (hay bì thư), có dán tem và được gửi qua bưu điện. Hiện tại còn có hình thức hiện đại là thư điện tử (email) hoặc tin nhắn điện thoại).

## Phân loại

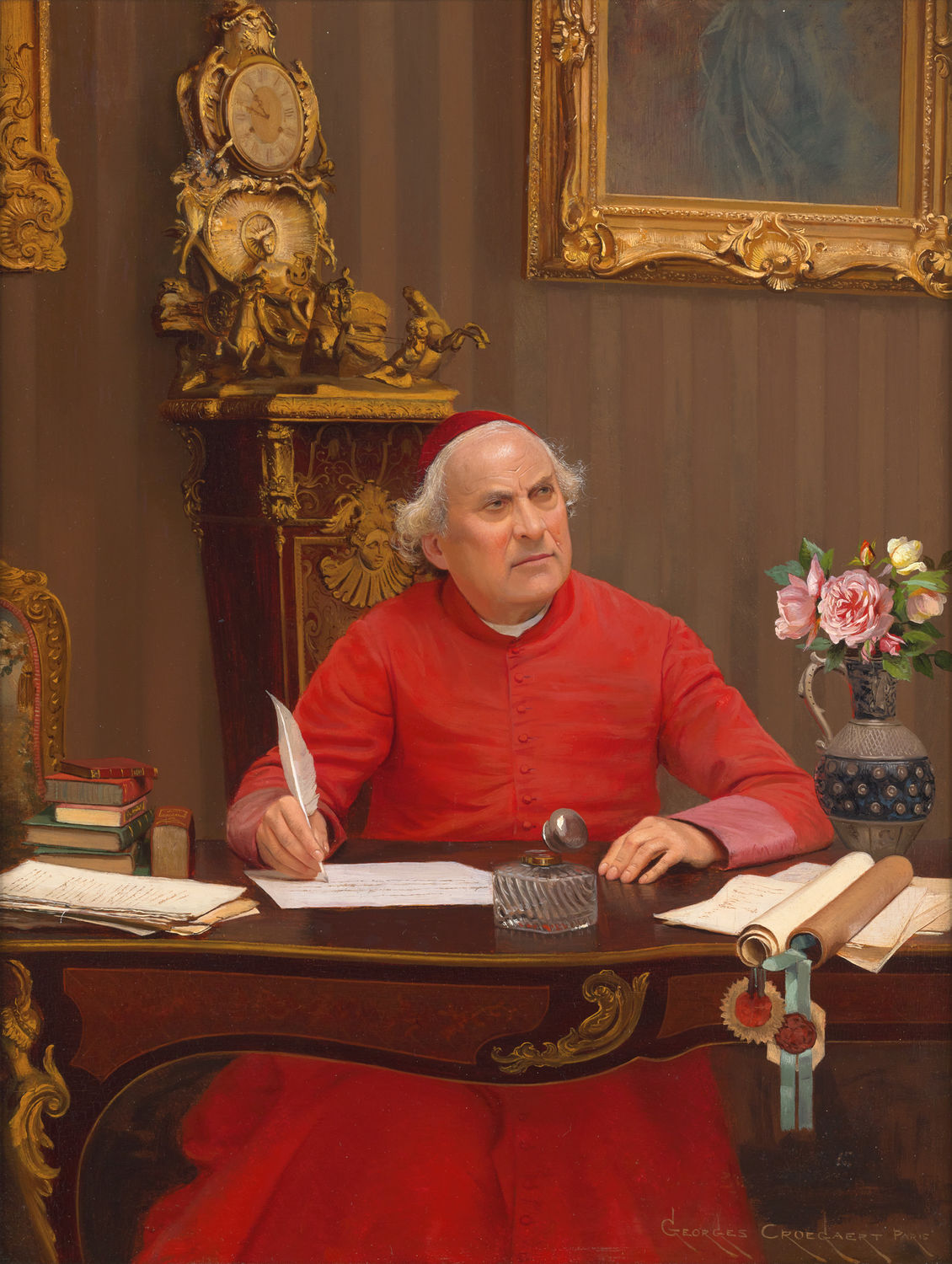
Họa phẩm về một hồng y đang viết thư

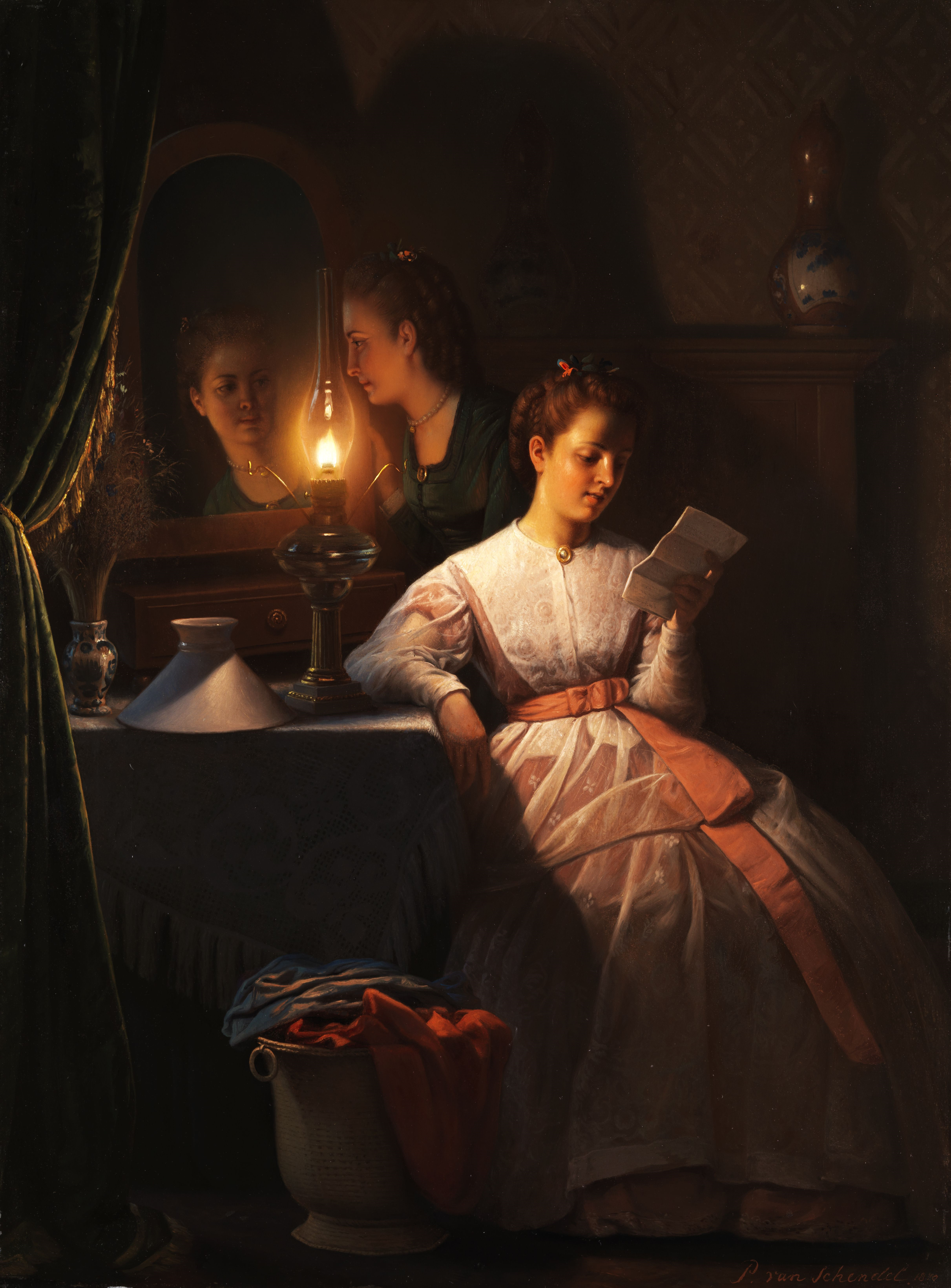
Thiếu nữ chong đèn đọc thư tình

Tùy theo thông tin trong thư mà có thể phân nhiều loại như:
- Thư mời là thư có nội dung mời ai để làm hoặc dự một sự kiện gì đó
- Thư ngỏ là thư dùng để yêu cầu, đề đạt công khai một nội dung, vấn đến nào đó
- Thư cảm ơn hay thư cảm tạ là thư có nội dung ghi nhận, biểu hiện tình cảm trân trọng vì đã nhận được sự giúp đỡ, hỗ trợ
- Thư tình là những bức thư bày tỏ tình cảm, thường là tình cảm nam nữ.
- Thư tay là lá thư thường viết bằng tay và trao đến đích danh cho một người (cũng có thể đánh máy chữ, máy tính rồi in, tuy nhiên kém phổ biến hơn việc viết tay), điều quyết định là thư này không được gửi qua đường bưu điện chính thức mà qua nhờ bạn bè người thân chuyển giúp và trao (tận tay) người nhận.
- Thư thăm hỏi hay còn gọi là thư từ là những bức thư với nội dung thông tin về tình hình cuộc sống, sức khỏe, công việc, tình cảm, ví dụ như thư của con cái đi làm, đi học hoặc ở phương xa gửi về cho bố mẹ.
- Thư mật (mật thư) là những thông tin trao đổi không muốn cho người khác biết
- Chiến thư là những bức thư có nội dung về chiến tranh, khiêu chiến, tuyên chiến, đình chiến.... trong lịch sử thời Tam Quốc có giai thoại Tào Tháo đã theo kế của Giả Hủ để xóa thư ly gián để đánh bại liên minh Mã Siêu-Hàn Toại
- Tối hậu thư là những bức thư ra lệnh, ra thời hạn cuối cùng trong một cuộc chiến... ví dụ như bức tối hậu thư mà quân Pháp gửi cho Tôn Thất Thuyết
- Thư tuyệt mệnh là những bức thư ghi lại tâm trạng, tâm sự, nguyện vọng của một người trước khi chết
- Thư giã biệt là thư gửi để từ giả từ, tạm biệt ai đó
- Thư viết tay là lá thư được soạn thảo bằng cách viết tay dùng các loại bút mực, bi, chì... truyền thống trên giấy có kẻ ô hoặc không kẻ ô, để phân biệt với các cách soạn thảo bằng các công cụ hiện đại rồi in ấn bằng máy móc.
- Quốc thư là bức thư do nhà nước này gửi cho nhà nước khác để thông tin về vị đại sứ sẽ tới nhận nhiệm vụ (trình quốc thư)
- Các loại thư từ khác.